# Slippery When Wet
Slippery When Wet — музичний альбом гурту Bon Jovi. Виданий 18 серпня 1986 року лейблом Mercury. Загальна тривалість композицій становить 43:42. Альбом відносять до напрямку хард-рок. 

## Список пісень
1. "Let It Rock - 5:25
2. "You Give Love a Bad Name - 3:44
3. "Livinʼ on a Prayer - 4:09
4. "Social Disease - 4:18
5. "Wanted Dead or Alive - 5:08
6. "Raise Your Hands - 4:16
7. "Without Love - 3:30
8. "I'd Die for You - 4:30
9. "Never Say Goodbye - 4:48
10. "Wild in the Streets - 3:54

## Бонусний CD
Видано в Японії.
1. "Wanted Dead or Alive
2. "Livin' on a Prayer
3. "You Give Love a Bad Name
4. "Wild in the Streets
5. "Borderline
6. "Edge of a Broken Heart
7. "Never Say Goodbye